# Reitlingerina
Reitlingerina es un género de foraminífero bentónico de la subfamilia Staffellinae, de la familia Staffellidae, de la superfamilia Fusulinoidea, del suborden Fusulinina y del orden Fusulinida. Su especie tipo es Fusulinella bradyi. Su rango cronoestratigráfico abarca desde el Viseense (Carbonífero inferior) hasta el Lopingiense (Pérmico superior).

## Discusión
Clasificaciones más recientes incluyen Reitlingerina en la superfamilia Staffelloidea, y en la subclase Fusulinana de la clase Fusulinata. Otras clasificaciones incluyen Nankinella en la subfamilia Nankinellinae.

## Clasificación
Reitlingerina incluye a las siguientes especies:
- Reitlingerina bradyi †
- Reitlingerina carinata †
- Reitlingerina carmenesensis †
- Reitlingerina conspiqua †
- Reitlingerina dalanulensis †
- Reitlingerina densa †
- Reitlingerina grandis †
- Reitlingerina hispaniae †
- Reitlingerina holmensis †
- Reitlingerina jazvensis †
- Reitlingerina kawandai †
- Reitlingerina kulichilhensis †
- Reitlingerina kyrtojolis †
- Reitlingerina lata †
- Reitlingerina norwayensis †
- Reitlingerina obiniouensis †
- Reitlingerina ozawainellaeformis †
- Reitlingerina plummeri †
- Reitlingerina postromboides †
- Reitlingerina preobrajenskyi †
- Reitlingerina pritonensis †
- Reitlingerina rezvoi †
- Reitlingerina rotunda †
- Reitlingerina subrhomboides †
- Reitlingerina tachtavica †
- Reitlingerina timanica †
- Reitlingerina tosaensis †
- Reitlingerina umbonata †
- Reitlingerina vlerki †